# 11.ª etapa do Giro d'Italia de 2018
A 11.ª etapa do Giro d'Italia de 2018 decorreu em 16 de maio de 2018 entre Assis e Osimo sobre um percurso de 156 km e foi ganhada pelo ciclista britânico Simon Yates da equipa Mitchelton-Scott, quem completa a sua segunda vitória no Giro vestido de camisola Maglia Rosa.

## Classificação da etapa
| \| Classificação por etapas \| Classificação por etapas \| Classificação por etapas \| Classificação por etapas \| Classificação por etapas \| \| Ciclista \| Ciclista \| Equipe \| Tempo \| \| \| ------------------------ \| ------------------------ \| ------------------------ \| ------------------------ \| ------------------------ \| \| 1. \| Simon Yates \| Mitchelton-Scott \| 3h25m53s \| \| \| 2. \| Tom Dumoulin \| Team Sunweb \| + 2s \| \| \| 3. \| Davide Formolo \| Bora-Hansgrohe \| + 5s \| \| \| 4. \| Alexandre Geniez \| AG2R La Mondiale \| + 8s \| \| \| 5. \| Domenico Pozzovivo \| Bahrain-Merida \| + 8s \| \| \| 6. \| Patrick Konrad \| Bora-Hansgrohe \| + 8s \| \| \| 7. \| Thibaut Pinot \| Groupama-FDJ \| + 8s \| \| \| 8. \| Maximilian Schachmann \| Quick-Step Floors \| + 11s \| \| \| 9. \| Rohan Dennis \| BMC Racing Team \| + 18s \| \| \| 10. \| Fabio Aru \| UAE Team Emirates \| + 21s \| \| |                       |                   |          |
| |                       |                   |          |
| Fonte: ProCyclingStats |                       |                   |          |
| Classificação por etapas |                       |                   |          |
| Ciclista | Ciclista              | Equipe            | Tempo    |
| 1. | Simon Yates           | Mitchelton-Scott  | 3h25m53s |
| 2. | Tom Dumoulin          | Team Sunweb       | + 2s     |
| 3. | Davide Formolo        | Bora-Hansgrohe    | + 5s     |
| 4. | Alexandre Geniez      | AG2R La Mondiale  | + 8s     |
| 5. | Domenico Pozzovivo    | Bahrain-Merida    | + 8s     |
| 6. | Patrick Konrad        | Bora-Hansgrohe    | + 8s     |
| 7. | Thibaut Pinot         | Groupama-FDJ      | + 8s     |
| 8. | Maximilian Schachmann | Quick-Step Floors | + 11s    |
| 9. | Rohan Dennis          | BMC Racing Team   | + 18s    |
| 10. | Fabio Aru             | UAE Team Emirates | + 21s    |

## Classificações ao final da etapa

### Classificação geral(Maglia Rosa)
| \| Classificação geral \| Classificação geral \| Classificação geral \| Classificação geral \| Classificação geral \| \| Ciclista \| Ciclista \| Equipe \| Tempo \| \| \| ------------------- \| ------------------- \| ------------------- \| ------------------- \| ------------------- \| \| 1. \| Simon Yates \| Mitchelton-Scott \| 47h08m21s \| \| \| 2. \| Tom Dumoulin \| Team Sunweb \| + 47s \| \| \| 3. \| Thibaut Pinot \| Groupama-FDJ \| + 1m04s \| \| \| 4. \| Domenico Pozzovivo \| Bahrain-Merida \| + 1m18s \| \| \| 5. \| Richard Carapaz \| Movistar Team \| + 1m54s \| \| \| 6. \| George Bennett \| LottoNL-Jumbo \| + 2m09s \| \| \| 7. \| Rohan Dennis \| BMC Racing Team \| + 2m36s \| \| \| 8. \| Pello Bilbao \| Astana \| + 2m54s \| \| \| 9. \| Patrick Konrad \| Bora-Hansgrohe \| + 2m55s \| \| \| 10. \| Fabio Aru \| UAE Team Emirates \| + 3m10s \| \| |                    |                   |           |
| |                    |                   |           |
| Fonte: ProCyclingStats |                    |                   |           |
| Classificação geral |                    |                   |           |
| Ciclista | Ciclista           | Equipe            | Tempo     |
| 1. | Simon Yates        | Mitchelton-Scott  | 47h08m21s |
| 2. | Tom Dumoulin       | Team Sunweb       | + 47s     |
| 3. | Thibaut Pinot      | Groupama-FDJ      | + 1m04s   |
| 4. | Domenico Pozzovivo | Bahrain-Merida    | + 1m18s   |
| 5. | Richard Carapaz    | Movistar Team     | + 1m54s   |
| 6. | George Bennett     | LottoNL-Jumbo     | + 2m09s   |
| 7. | Rohan Dennis       | BMC Racing Team   | + 2m36s   |
| 8. | Pello Bilbao       | Astana            | + 2m54s   |
| 9. | Patrick Konrad     | Bora-Hansgrohe    | + 2m55s   |
| 10. | Fabio Aru          | UAE Team Emirates | + 3m10s   |

### Classificação por pontos(Maglia Ciclamino)
| Classificação por pontos | Classificação por pontos | Classificação por pontos    | Classificação por pontos | Classificação por pontos |
| Ciclista                 | Ciclista                 | Equipe                      | Pontos                   |                          |
| ------------------------ | ------------------------ | --------------------------- | ------------------------ | ------------------------ |
| 1.                       | Elia Viviani             | Quick-Step Floors           | 178 pts                  |                          |
| 2.                       | Sam Bennett              | Bora-Hansgrohe              | 112 pts                  |                          |
| 3.                       | Davide Ballerini         | Androni Giocattoli-Sidermec | 87 pts                   |                          |
| 4.                       | Simon Yates              | Mitchelton-Scott            | 86 pts                   |                          |
| 5.                       | Sacha Modolo             | EF Education First-Drapac   | 73 pts                   |                          |
| 6.                       | Enrico Battaglin         | LottoNL-Jumbo               | 53 pts                   |                          |
| 7.                       | Guillaume Boivin         | Israel Cycling Academy      | 52 pts                   |                          |
| 8.                       | Marco Frapporti          | Androni Giocattoli-Sidermec | 49 pts                   |                          |
| 9.                       | Maksim Belkov            | Katusha-Alpecin             | 46 pts                   |                          |
| 10.                      | Thibaut Pinot            | Groupama-FDJ                | 43 pts                   |                          |

### Classificação da montanha(Maglia Azzurra)
| Classificação da montanha | Classificação da montanha | Classificação da montanha   | Classificação da montanha | Classificação da montanha |
| Ciclista                  | Ciclista                  | Equipe                      | Pontos                    |                           |
| ------------------------- | ------------------------- | --------------------------- | ------------------------- | ------------------------- |
| 1.                        | Simon Yates               | Mitchelton-Scott            | 58 pts                    |                           |
| 2.                        | Esteban Chaves            | Mitchelton-Scott            | 47 pts                    |                           |
| 3.                        | Thibaut Pinot             | Groupama-FDJ                | 36 pts                    |                           |
| 4.                        | Fausto Masnada            | Androni Giocattoli-Sidermec | 35 pts                    |                           |
| 5.                        | Richard Carapaz           | Movistar Team               | 23 pts                    |                           |
| 6.                        | Giulio Ciccone            | Bardiani CSF                | 22 pts                    |                           |
| 7.                        | Domenico Pozzovivo        | Bahrain-Merida              | 16 pts                    |                           |
| 8.                        | Natnael Berhane           | Dimension Data              | 15 pts                    |                           |
| 9.                        | Davide Formolo            | Bora-Hansgrohe              | 13 pts                    |                           |
| 10.                       | Mikaël Cherel             | AG2R La Mondiale            | 12 pts                    |                           |

### Classificação dos jovens(Maglia Bianca)
| Classificação dos jovens | Classificação dos jovens | Classificação dos jovens    | Classificação dos jovens | Classificação dos jovens |
| Ciclista                 | Ciclista                 | Equipe                      | Tempo                    |                          |
| ------------------------ | ------------------------ | --------------------------- | ------------------------ | ------------------------ |
| 1.                       | Richard Carapaz          | Movistar Team               | 47h10m17s                |                          |
| 2.                       | Miguel Ángel López       | Astana                      | + 1m21s                  |                          |
| 3.                       | Ben O'Connor             | Dimension Data              | + 1m29s                  |                          |
| 4.                       | Sam Oomen                | Team Sunweb                 | + 1m44s                  |                          |
| 5.                       | Maximilian Schachmann    | Quick-Step Floors           | + 2m05s                  |                          |
| 6.                       | Valerio Conti            | UAE Team Emirates           | + 10m05s                 |                          |
| 7.                       | Fausto Masnada           | Androni Giocattoli-Sidermec | + 12m13s                 |                          |
| 8.                       | Jack Haig                | Mitchelton-Scott            | + 21m15s                 |                          |
| 9.                       | Matej Mohorič            | Bahrain-Merida              | + 24m37s                 |                          |
| 10.                      | Quentin Jauregui         | AG2R La Mondiale            | + 33m34s                 |                          |

### Classificação por equipas"Super Team"
| Classificação por equipes | Classificação por equipes | Classificação por equipes | Classificação por equipes |
| Equipe                    | Equipe                    | Tempo                     |                           |
| ------------------------- | ------------------------- | ------------------------- | ------------------------- |
| 1.                        | Mitchelton-Scott          | 141h31m24s                |                           |
| 2.                        | Astana                    | + 4m13s                   |                           |
| 3.                        | Sky                       | + 5m09s                   |                           |
| 4.                        | UAE Team Emirates         | + 14m27s                  |                           |
| 5.                        | Movistar Team             | + 16m00s                  |                           |
| 6.                        | AG2R La Mondiale          | + 26m15s                  |                           |
| 7.                        | Team Sunweb               | + 26m55s                  |                           |
| 8.                        | Dimension Data            | + 27m28s                  |                           |
| 9.                        | Groupama-FDJ              | + 28m38s                  |                           |
| 10.                       | Bora-Hansgrohe            | + 31m31s                  |                           |

## Abandonos
Nenhum.